# Eva Marie

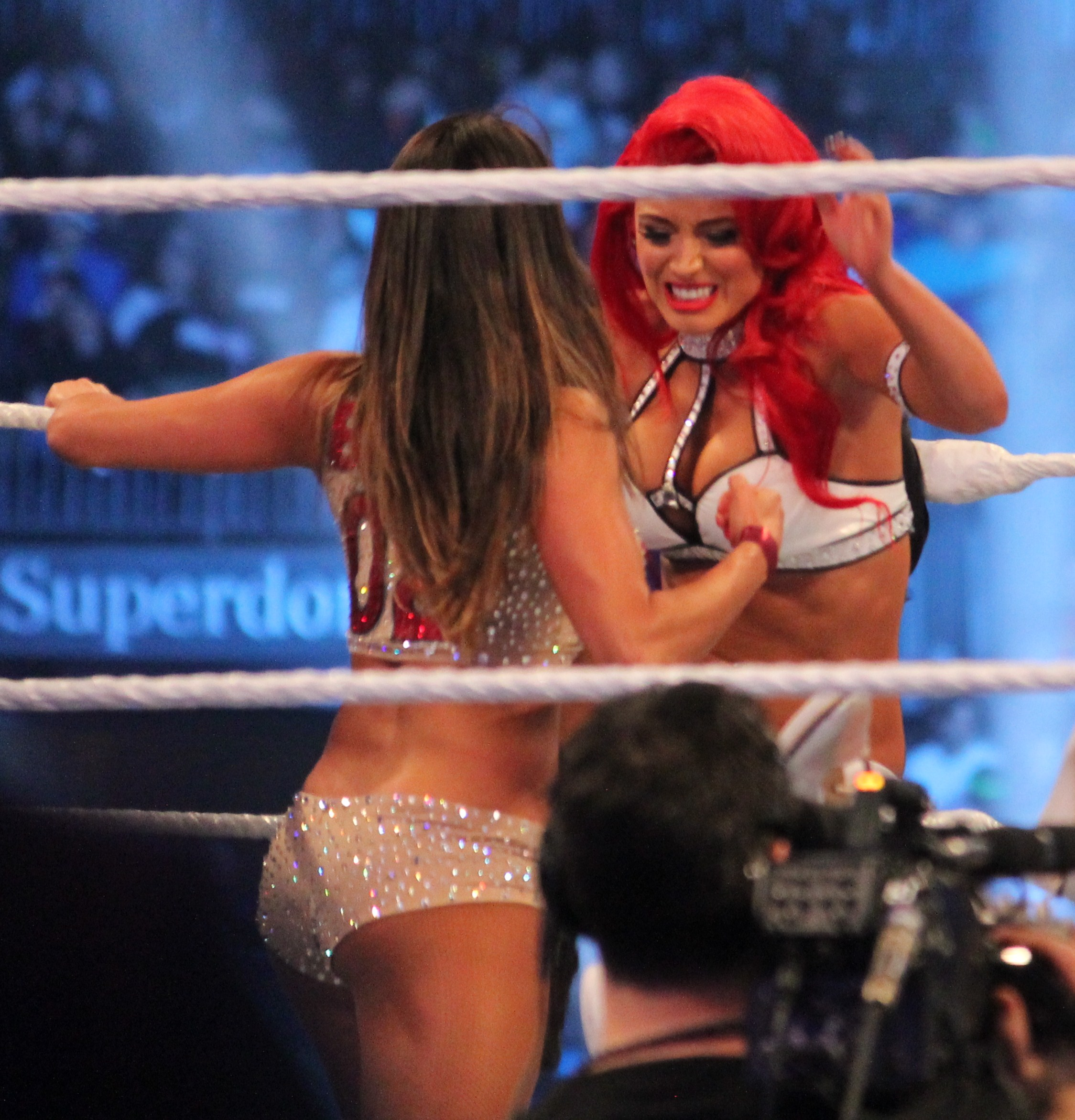
Natalie "Eva" Marie Nelson în dreapta

Natalie Marie Coyle (născută Nelson; n. 19 septembrie 1984), cunoscută profesional ca Natalie Eva Marie, este o actriță, model, valet, și wrestler profesionist american. În prezent ea lucrează pentru WWE sub numele de ring Eva Marie.
În 2013, Nelson a semnat cu WWE, și a fost repartizată la centrul WWE de performanță în Tampa, Florida pentru a începe formarea ei. În iulie 2013, Nelson a făcut debutul cu principalele sarcini, și mai târziu ar deveni valet alături de The Bella Twins (Gemenele Bella).

## Tinerețea
Marie s-a născut în Beverly Hills, California, și a crescut în Concord, California. Mama ei, Josie, este mexicană, și tatăl ei, Barry, este italian. Marie a jucat fotbal pentru Universitatea de stat California, Fullerton până când ea a început cariera de fotomodel, făcând și munci promoționale. A absolvit Bachelor of Arts în Management de afaceri și resurse umane. Marie a primit gradul ei de asociat în artă din Diablo Valley College.

## Cariera de wrestler profesionist

### WWE (2013)
În mai 2013, Eva a fost anunțată ca o parte din WWE și E! , noul reality show intitulat Total Divas Divas  care arată ce se întâmplă în spatele scenei WWE Divas și o privire în viața lor personală.Eva și-a făcut debutul cu principalele sarcini sub numele de Eva Marie în episodul RAW de pe 1 iulie. La Summerslam , Marie și-a făcut debutul la meciul dintre  Brie Bella împotriva Natalya și Maria Menounos , meci câștigat de Natalya. După acest meci, Marie au început să o însoțească pe Brie la meciurile ei. Pe August 26 , Marie a însoțito pe Brie Bella la un meci impotriva lui Natalya, până când AJ Lee a întrerupt și a declarat război Total Divas. Marie și-a făcut debutul în ring  pe 7 octombrie , în echipă cu JoJo și Natalya pentru a o  învinge pe Alicia Fox, Aksana și Rosa Mendes. Marie face echipă cu The Bella Twins împotriva AJ Lee, Aksana și Tamina Snuka pe 4 noiembrie ,când reușesc să le învingă. Total Divas a învins Divele adevărate (Alicia Fox, Aksana, Divas Champion AJ, Kaitlyn, Rosa Mendes, Tamina Snuka and Summer Rae) într-un meci tradițional Survivor Series, meci cu eliminări.